# Găbà mă cè
Găbà mă cè (in birmano: ကမ္ဘာမကျေ, [ɡəbà mə t͡ɕè]; «Fino alla fine del mondo, Birmania») è l'inno nazionale della Birmania. È spesso tradotto: «Non cederemo mai la nostra patria, Birmania». La Birmania è fra le poche nazioni non europee (che includono anche Giappone, Iran e Sri Lanka) che vantano un inno nazionale radicato nelle tradizioni indigene. La melodia e il testo furono scritti da Saya Tin, e fu adottato come inno nazionale nel 1947.

## Testo

### Testo ufficiale birmano
| Scrittura birmana | Latina birmana | Cirillica birmana | Kana birmana | Sistema di trascrizione MLC | Trascrizione AFI |
| --- | --- | --- | --- | --- | --- |
| တရားမျှတ လွတ်လပ်ခြင်းနဲ့မသွေ၊ တို့ပြည်၊ တို့မြေ၊ များလူခပ်သိမ်း၊ ငြိမ်းချမ်းစေဖို့၊ ခွင့်တူညီမျှ၊ ဝါဒဖြူစင်တဲ့ပြည်၊ တို့ပြည်၊ တို့မြေ၊ ပြည်ထောင်စုအမွေ၊ အမြဲတည်တံ့စေ၊ အဓိဋ္ဌာန်ပြုပေ၊ ထိန်းသိမ်းစို့လေ။ 𝄆 ကမ္ဘာမကျေ၊ မြန်မာပြည်၊ တို့ဘိုးဘွား အမွေစစ်မို့ ချစ်မြတ်နိုးပေ။ 𝄇 ပြည်ထောင်စုကို အသက်ပေးလို့ တို့ကာကွယ်မလေ၊ ဒါတို့ပြည် ဒါတို့မြေ တို့ပိုင်နက်မြေ။ တို့ပြည် တို့မြေ အကျိုးကို ညီညာစွာတို့တစ်တွေ ထမ်းဆောင်ပါစို့လေ တို့တာဝန်ပေ အဖိုးတန်မြေ။ | Tăyá hmyạtạ lutlap chíng nệ mă đwe, Dọ pye, dọ mye. Myá lu khapđém nyémjám ze bọ, Khwịng tunyi hmyạ wadạ phyusing dẹ pye. Dọ pye, dọ mye. Pyidôngzụ ămwe ămyế tidạm ze Ădetthan pyụ be, thénđém zọ le. 𝄆 Găba mă ce, Myănma pye, Dọ bóbwá ămwe sit mọ chit myat nó be. 𝄇 Pyidôngzụ go ăđêk pe lọ dọ ka gwê măle, Da dọ pye da dọ mye dọ paingnêk mye, Dọ pye, dọ mye, ăcó go … nyinya zwa dọ dădwe … Thám xông ba zọ le … dọ tawun be ăphótan mye! | Тәя хмьята лутлап чхин нэ мә цве, До пье, до мье. Мья лу кхапцен ньенжан зе бо, Кхвин туньи хмья вада пхьюсин де пье. До пье, до мье. Пьидаунзу әмве әмьэ тидан зе Әдеттхан пью бе, тхенцен зо ле. 𝄆 Гәба мә че, Мьәнма пье, До бобва әмве сит мо чхит мьят но бе. 𝄇 Пьидаунзу го әцэк пе ло до ка гвэ мәле, Да до пье, да до мье до пайннэк мье, До пье, до мье, әчо го … ньинья зва до дәдве … Тхам схаун бо зо ле … до тавун бе әпхотан мье. | タ̆ヤ ミ̊ャ̰タ̰ ルッラッ チ̊ン ナィ̰ マ̆ ロ̊ェ ド̰ ピェ ド̰ ミェ ミャ ル カ̊ッレ̊ン ニェンジャン ゼ ボ コ̊ィ̰ン トゥニィ ミ̊ャ̰ ワダ̰ フュスィン デ̰ ピェ ド̰ ピェ ド̰ ミェ ピィダゥンズ̰ ア̆モェ ア̆ミャィ ティダ̰ン ゼ ア̆デッタ̊ン ピュ̰ べ テ̊ンレ̊ン ゾ̰ レ。 𝄆 ガ̆バ マ̆ チェ ミャ̆ンマ ピェ ド̰ ボボァ ア̆モェ スィッ モ̰ チ̊ッ ミャッ ノ べ 𝄇 ピィダゥンズ̰ ゴ ア̆ラ̊ィ ぺ ロ̰ ド̰ カ ゴァィ マ̆レ ダ ド̰ ピェ ダ ド̰ ミェ ド̰ パインナィ ミェ ド̰ ピェ ド̰ ミェ ア̆チョ ゴ ニィニャ ゾァ ド̰ ダ̆ドェ タ̊ン サ̊ゥン バ ゾ̰ レ ド̰ タウゥン べ ア̆フォタン ミェ！ | Ta.ra: hmya. ta. lwat lap hkrang: nai. ma. swe / Tui. prany / tui. mre // Mya: lu hkap sim: ngrim: hkyam: ce hpo. / Hkwang. tu nyi hmya. wada. hpyu cang tai. prany // Tui. prany / tui. mre // Prany htaung cu. a mwi a.mrai: tany tam. ce A.dhithtan pru. pe / htin: sim: cui. le // 𝄆 Kambha ma. kye / Mranma prany / Tui. bhui: bwa: a.mwe cac mui. hkyac mrat nui: pe // 𝄇 Prany htaung cu. kui a.sak pe: lui. tui. ka kwai ma.le / Da tui. prany da tui. mre tui. puing nak mre // Tui. prany / tui. mre / a.kyui: kui / nyi nya cwa tui. ta.twe / Htam: hcaung pa sui. le / tui. ta wan pe a. hpui: tan mre // | [tə.já m̥ja̰.ta̰ lʊʔ.laʔ cʰɪ́ɴ nɛ̰ mə θwè \|] [do̰ pjè \| do̰ mjè ǁ] [mjá lù kʰaʔ.θéɪɴ ɲéɪɴ.ɟán zè bo̰ \|] [kʰwɪ̰ɴ tù.ɲì m̥ja̰ \| wà.da̰ \| pʰjù.sɪ̀ɴ dḛ pjè \|] [do̰ pjè \| do̰ mjè ǁ] [pjì.dàʊɴ.zṵ ʔə.mwè ʔə.mjɛ́ tì.da̰ɴ zè] [ʔə.deɪʔ.tʰàɴ pjṵ bè \| tʰéɪɴ.θéɪɴ zo̰ lè ǁ] 𝄆 [ɡə.bà mə cè \| mjəɴ.mà pjè \|] [do̰ bó.bwá ʔə.mwè sɪʔ mo̰ cʰɪʔ mjaʔ nó bè ǁ] 𝄇 [pjì.dàʊɴ.zṵ ɡò ʔə.θɛʔ pé lo̰ do̰ kà ɡwɛ̀ mə.lè \|] [dà do̰ pjè dà do̰ mjè do̰ pàɪɴ.nɛʔ mjè \|] [do̰ pjè \| do̰ mjè \| ʔə.có ɡò \| ɲì.ɲà zwà do̰ də.dwè \|] [tʰáɴ sʰàʊɴ bà zo̰ lè \| do̰ tà.wʊ̀ɴ bè ʔə.pʰó.tàn mjè ǁ] |

### Traduzione in italiano
Accompagnato con giustizia e libertà;

È la nostra nazione, la nostra patria.

Per portare la pace a tutte le persone;

la nazione che ha eguale diritto e pura politica,

È la nostra nazione, la nostra patria.

Preserviamo con voto

per sempre del nostro patrimonio dell'Unione.

Fino alla fine del mondo, Birmania!

Poiché la ereditiamo dai nostri antenati, la amiamo e la stimiamo

Combatteremo e daremo le nostre vite per l'unione

Questo è lo stato e la terra di nostra proprietà

Per la sua prosperità, ci caricheremo il lavoro

Lavorando per la nostra terra preziosa.